# Ginzia circe
Ginzia circe är en fjärilsart som beskrevs av John Henry Leech 1893/4. Ginzia circe ingår i släktet Ginzia och familjen juvelvingar. Inga underarter finns listade i Catalogue of Life.